# Costábile Hipólito
Costábile Hipólito (Salerno, Itália, falecido em 1956) foi um sacerdote católico brasileiro.
Nascido em Salerno, no sul da Itália, Costábile Hipólito foi, por décadas, pároco da Igreja de Nossa Senhora do Rosário, em Porto Alegre. Em 1904, nas instalações da Igreja, ele fundou o futuro Colégio Nossa Senhora do Rosário, o qual se mudou para seu prédio atual, próximo à Praça Dom Sebastião, em 1927.
Em 1925, o Papa Pio XI concedeu-lhe o título de monsenhor.